# 로드 하우스 (2024년 영화)
《로드 하우스》(영어: Road House)는 2024년 공개된 미국의 액션 영화이다. 더그 라이먼이 감독을 맡고, 제이크 질런홀이 주인공을 연기하였다. 1989년 동명 영화 《로드 하우스》의 리메이크작이며, 로드 하우스 영화 시리즈 세 번째 작품이다.

## 줄거리
전 UFC 미들급 선수 엘우드 돌턴은 이름이 로드 하우스(Road House)인 플로리다키스 가로변 술집(roadhouse)에서 기도로 일하게 된다. 곧 돌턴은 자신이 상대해야 하는 문제가 단순한 취객 처리에 그치지 않는다는 걸 알게 된다.

## 출연
- 제이크 질런홀 - 엘우드 돌턴 역
- 다니엘라 멜시오르 - 엘리 역
- 코너 맥그레거 - 녹스 역
- 빌리 매그너슨 - 벤 브랜트 역
- 제시카 윌리엄스 - 프랭키 역
- B. K. 캐넌 - 로라 역
- 조아킹 드알메이다 - 보안관 역
- 오스틴 포스트 - 카터 역
- 루커스 게이지 - 빌리 역
- 도미닉 콜럼버스 - 리프 역
- 아르투로 카스트로 - 모 역
- JD 파도 - 델 역
- 보 냅 - 빈스 역
- 해나 러니어 - 찰리 역
- 케빈 캐럴 - 스티븐 역
- 로버트 메너리 - 잭 역
- 대런 바넷 - 샘 역
- 트래비스 밴윙클 - 덱스 역